# Ратке, Мартин Генрих
Мартин Генрих Ра́тке (нем. Martin Heinrich Rathke; 25 августа 1793, Данциг — 3 сентября 1860, Кёнигсберг) — немецкий анатом и эмбриолог.
Член Германской академии естествоиспытателей «Леопольдина» (1825), иностранный член-корреспондент Петербургской академии наук (1832), иностранный член Лондонского королевского общества (1855).

## Биография
Ратке родился в городе Данциге. В 1814 году для изучения медицины переехал сначала в Геттинген, а в 1817 году — в столицу Германии город Берлин, где и получил степень доктора медицины за диссертацию «De salamandiarum corporibus adiposis ovariis et oviductibus eorumque evolutione» (Берлин, 1818).
Затем Ратке вернулся в Данциг, где занимался врачебной практикой. В 1825 году был назначен старшим врачом местного госпиталя, в 1826 году окружным физиком. Четыре года состоял преподавателем физики и физической географии при гимназии. С этого времени посвятил себя изучению анатомии и эмбриологии животных и обнародовал ряд работ по этим предметам, за что и был в 1829 году приглашён на должность профессора физиологии и общей патологии в Императорский Дерптский университет.
Попутно он читал там также зоологию и сравнительную анатомию. Вместе с Куторгой и Каппгерром в 1832 и 1835 гг. он совершил путешествия в Крым и на Чёрное море для изучения фауны последнего. В 1835 году перешёл в Кёнигсберг на место К. Бэра, назначенного тогда академиком в Санкт-Петербург; там он занимал две кафедры: зоологии и анатомии. В 1839 году совершил путешествие по Норвегии и Швеции. В 1859 году перевёл зоологические коллекции в особое новое здание (К. anatomische Austalt); многие из них собраны самим Ратке.
Умер в 1860 году в Кёнигсберге.

## Краткая библиография
Многочисленные (более 125) работы Ратке посвящены почти исключительно эмбриологии и сравнительной анатомии; наиболее значительные:
- «Beitrage z. Entwicklungsgeschichte d. Haifische und Rochen» («Schrift. Danzig. Dat. Ges.», II, 1827)
- «Bildungs- u. Entwicklungsgesch. d. Blennius viviparus» («Abh. z. Bild. u. Entw.-gesch. d Menschen u. d. Thiere», II, Лейпциг, 1833)
- « Üeber d. Entw. d. Syngnathen» («Zur Morphologie», Лейпциг, 1837)
- «Entw.-gesch. d. Natter» (Кёнигсберг, 1837)
- «Ueber d. Entw. d. Schildkröten» (Брауншвейг, 1848)
- «Ueber d. Entw. d. Krokodile» (Брауншвейг, 1856)
- «Ueber d. Entst. a. Entw. d. Geschlechtsth. bei d. Urodelen»(«Beitr. z. Gesch. d. Thierw.», III, 1826)
- «Ueber d. Bildung d. Samenleiter etc. d. Wiederkäuer» («Arch. Anat. u. Phys.», 1832)
- «Zur Entw. d. Aktinien, d. Scorpions, d. Crustaceen» («Zur Morphologie», Лейпциг, 1837)
- «Bemerkungen ueber d. Bau d. Amphioxus» (Кёнигсберг, 1841)
- «Anat.-physiol. Untersuchungen ueber d. Kiemenapp. und d. Zungenbein der Wirbelth.» (Рига и Дерпт, 1832)